# Frank Cluskey
Frank Cluskey, né le 8 avril 1930 et mort le 7 mai 1989, est un homme politique du parti travailliste irlandais. Il est ministre du Commerce et du Tourisme de 1982 à 1983, chef du parti travailliste de 1977 à 1981 et secrétaire parlementaire du ministre de la Protection sociale de 1973 à 1977. Il est Teachta Dála auprès de la circonscription de Dublin-Centre-Sud de 1969 à 1965, de 1977 à 1981 et de 1982 à 1989

## Biographie
Cluskey naît le 8 avril 1930 à Dublin et fait ses études au CBS de St. Vincent à Glasnevin. Il travaille comme boucher puis rejoint le parti travailliste. Il devient rapidement secrétaire de section au Workers' Union of Ireland. Aux élections générales de 1965,  il est élu membre du parti travailliste Teachta Dála (TD) dans la circonscription de Dublin-Centre-Sud. En 1968, il est élu maire de Dublin. En 1973, il est nommé secrétaire parlementaire du ministre des affaires sociales, Brendan Corish. Il introduit des réformes radicales dans la région pendant qu'il occupe ce poste. Il joue  un rôle de premier plan dans le lancement des programmes de lutte contre la pauvreté de l’UE. 
La coalition Fine Gael - Parti travailliste est battue aux élections générales de 1977, entraînant la démission de Brendan Corish à la tête du Parti travailliste. Cluskey est élu nouveau chef du parti travailliste. En 1981, le parti travailliste entre dans un gouvernement de coalition avec le Fine Gael. Cependant, Cluskey perd son siège à Dáil Éireann lors des élections générales de 1981 et avec lui la direction du parti. Il est nommé le 1er juillet 1981 au Parlement européen pour Dublin, en remplacement de Michael O'Leary, qui démissionne de son poste après avoir succédé à Cluskey au poste de leader du parti travailliste. 
Le gouvernement de coalition chute en janvier 1982 à la suite d'un différend budgétaire et Cluskey est réélu au Dáil aux élections générales de février 1982. Lorsque la coalition revient au pouvoir après les élections de novembre 1982, Cluskey est nommé ministre du Commerce et du Tourisme. Il démissionne ensuite du Parlement européen pour être remplacé par Brendan Halligan. 
Le 8 décembre 1983, il démissionne de son poste de ministre en raison d'un désaccord fondamental sur la politique gouvernementale relative à la Dublin Gas Company. Il conserve son siège au Dáil aux élections générales de 1987. 
Après sa réélection, sa santé se détériore. Il meurt le 7 mai 1989 après une longue bataille contre le cancer. 